# Pietro Micca (nave lanciasiluri)
Il Pietro Micca è stata una nave lanciasiluri della Regia Marina, in sostanza il primo prototipo di cacciatorpediniere italiano.

## Storia
Costruito tra il 1875 ed il 1877 nell'Arsenale di Venezia su progetto del generale ispettore del Genio Navale Francesco Mattei, il Micca, di dimensioni molto maggiori rispetto alle torpediniere dell'epoca, aveva la caratteristica di avere un armamento del tutto privo di artiglierie (eccezion fatta per una singola mitragliera) e composto da ben 6 tubi lanciasiluri. Unità sperimentale unica nel suo genere, ricevette la classificazione di nave lanciasiluri: benché non imbarcasse cannoni ed avesse invece un armamento esclusivamente silurante, le dimensioni lo avvicinavano più al cacciatorpediniere, tipologia di naviglio all'epoca non ancora esistente (e che comunque presenta notevolissime differenze rispetto al Micca), che alla torpediniera. Chiamato anche «battello portatorpedini» o più semplicemente «portatorpedini», il Micca non fu comunque una nave molto riuscita, tanto da essere considerato un sostanziale fallimento, militarmente inutilizzabile. Anche la velocità si rivelò inferiore a quella prevista, tanto da costringere l'unità ad un periodo di lavori alle macchine all'Arsenale di La Spezia già poche settimane dopo l'entrata in servizio. La velocità rimase però ben inferiore ai 17,5 nodi previsti, attestandosi intorno ai 9 nodi.
Dopo l'entrata in servizio della nave, a metà luglio 1877, l'unità, al comando del luogotenente di vascello cavalier Marsich, lasciò Venezia per unirsi alla squadra navale. Causa le sue mediocri caratteristiche, il Micca non fu coinvolto in eventi di rilievo durante la sua vita operativa: tra il 1877 ed il 1880 fu sottoposto a quattro rifacimenti venuti a costare oltre 2.500.000 lire, e già nel 1881 era in disarmo a La Spezia. Radiato nel 1893, venne venduto per demolizione e smantellato nel corso di quello stesso anno.